# Mesomachilis nearcticus
Mesomachilis nearcticus är en insektsart som beskrevs av Filippo Silvestri 1911. Mesomachilis nearcticus ingår i släktet Mesomachilis och familjen klippborstsvansar. Inga underarter finns listade i Catalogue of Life.